# 博登湖畔克雷斯布龙
博登湖畔克雷斯布龙是德国巴登-符腾堡州的一个市镇。总面积20.43平方公里，总人口8248人，其中男性4047人，女性4201人（2011年12月31日），人口密度404人/平方公里。